# نيام بلا مضاجع (كتاب)
نيام بلا مضاجع هو كتاب للكاتب والروائي المصري الراحل ثروت أباظة، يعد أحد أشهر وأهم أعمال الكاتب، وقد حقق هذا العمل شهرة واسعة وانتشارًا كبيرًا وواسعًا في الأوساط الثقافية والعامية على حد سواء،[بحاجة لمصدر أفضل] ويضم الكتاب مجموعة من المقالات التي نشرها ثروت أباظة في جريدة الأهرام المصرية. وفي مقالات هذا الكتاب يُهاجم أباظة النظام الناصري بشكل قاسٍ[معلومة أم رأي؟]، كما يُهاجم أحد أكبر داعميه الكاتب محمد حسنين هيكل، ويُقابل هذا الذم الكبير للنظام الناصري مدحًا صريحًا لنظام السادات ومنجزاته في حرب أكتوبر. ويُعد أباظة من أحد أكثر المهتمين بالأدب العربي، وذلك لإسهاماته الكثيرة في الأدب.[بحاجة لمصدر أفضل]

## نبذة عن الكتاب
كتاب نيام بلا مضاجع يعد تكملة لكتابات الكاتب ثروت أباظة عن الأحداث السياسية التي كانت تسودها وتعاصرها البلاد، فأخذ يهاجم البعض وينتقد الآخر من حكماء مصر لما يراه من ظلم واستبداد في كيفية إهداء المناصب لمن لا يستحقها لمجرد أن له نفوذ وسلطة، وكل هذا يتعارض مع الدين الإسلامي الذي أمر في مبادئه بتطبيق العدالة بين جميع طوائف المجتمع.[بحاجة لمصدر أفضل]